# ソロモン・ケーン
ソロモン・ケーン（Solomon Kane）は、ロバート・E・ハワードによって創られた架空のキャラクターである。

## 概要
16世紀の清教徒。世界中を放浪する冒険家で、彼の旅はヨーロッパからアフリカの暗黒大陸とそのジャングルにまで至る。
青白い顔と凍るような眼をスラウチハット（つばの広いソフト帽）に隠し、常に黒尽くめの服装で、レイピア、ダガー、二丁のフリントロック式短銃で武装している。またマスケット銃を用いることもある。
後の冒険の中で、友人であるアフリカ系黒人のシャーマン、ン・ロンガ (N'Longa) から、邪悪からの守護力を持ち、効果的な武器でもあるブードゥー教の杖を与えられた。別の物語（「The Footfalls Within」）の中でこの杖は、想像すら及ばぬほど古ぶるしい力を持つ護符「ソロモンの神秘の杖（the mythical Staff of Solomon）」であることが明らかになった。
彼の冒険のほとんどはパルプ誌の「ウィアード・テイルズ」に発表された。

## 日本語訳作品
- 「血まみれの影」（Red Shadows、「Weird Tales」1928.8、尾之上浩司訳、ミステリマガジン 2006年8月号に掲載）
- 「死霊の丘」（The Hills of the Dead、「Weird Tales」1930.8、大瀧啓裕訳、月刊バルーン 1979年10月号に掲載）
  - のち『ホラー&ファンタシイ傑作選 (2)』（青心社）に収載
  - のち『ウィアード (2)』（青心社、青心社文庫） に収載
- 「はばたく悪鬼」（Wings in the Night、「Weird Tales」1932.7、今村哲也訳、『ウィアード・テイルズ (3)』（国書刊行会）に収載
- 「同志の刃」（Blades of the Brotherhood、尾之上浩司訳、『ゴースト・ハンターズ完全読本』（洋泉社）に収載

## 映画版
・ソロモン・ケーン (2009年の映画)